# 大榮翔勇人
大榮翔勇人（1993年11月10日—），原名高西勇人，日本埼玉縣朝霞市出身的現役大相撲力士，身高1.82米，重162kg，血型b型，所屬的相撲部屋是追手風部屋，最高位置是副東關脇。
他在2012年3月開始專業相撲生涯，曾獲序之口、三段目、十兩優勝一次，於2015年9月晉級幕內級別，他有兩個打敗橫綱的金星章、三次殊勲賞和一次技能賞。
在2021年1月場所比賽中，他成為第一位獲優勝的埼玉縣出身力士。
他最擅長使用的招式是突き・押し，這點與前大關千代大海龍二很相似，而不是一般力士常用的寄り。